# SK8 the Infinity
SK8 the Infinity (яп. SK∞ エスケーエイト) — японський оригінальний аніме-серіал про скейтбординг, створений студією Bones. Прем'єрний показ відбувся 10 січня 2021 року, серії виходили до квітня 2021 року. Серіал створений на основі манґи.

## Сюжет
Головним героєм цієї історії є другокурсник Рекі, який захоплюється скейтбордингом. Він є учасником закритого турніру без правил, більш відомого як «S» — засекречених та небезпечних перегонах на скейтбордах, що проходить у закинутій шахті на Окінаві. Усе становиться цікавіше з моменту, коли Рекі бере на перегони із собою Лангу — переведеного учня з Канади, і тим самим затягує його у світ скейтбордингу.

## Персонажі
Рекі Кян (яп. 喜屋武 暦)
Сейю: Tasuku Hatanaka: Дуже енергійний і веселий другокурсник, що обожнює скейтбординг та захоплений перегонами «S». Підробляє механіком у місцевому скейт-магазині та конструює скейти власноруч. Рекі швидко стає найкращим другом Ланги й знайомить його зі світом скейтбордингу.
Ланга Хасегава (яп. 馳河 ランガ) / СноуСейю: Chiaki Kobayashi: Його мама — японка, а тато — канадець, переїхав на Окінаву разом із мамою і став однокласником Рекі. Через те, що Ланга з двох років займався сноубордингом, він швидко вчиться переносити свої навички у скейтбординг. Спокійний та врівноважений, іноді Ланга дивує своєю впертістю та цілеспрямованістю.
Мія Чінен (яп. 知念 実也)
Сейю: Takuma Nagatsuka: Зухвалий і талановитий першокурсник середніх класів, який легко виконує складні трюки і хоче бути представником збірної Японії на Олімпійських іграх. Любить котів та відеоігри.
Хіроми Хіга (яп. 比嘉 広海) / ШедоуСейю: Kenta Miyake: Скейтер «S», що носить грим та плащ у стилі хеві-метал і використовує «брудні прийоми» для перемоги. У реальному житті він сором'язливий та добрий флорист.
Каору Сакураяшикі (яп. 桜屋敷 薫) / Черрі БлоссомСейю: Hikaru Midorikawa: Один із засновників перегонів «S», Каору талановитий скейтер завдяки своєму скейту із штучним інтелектом- Карлою. Дуже розважливий та точний у перегонах, у реальному житті він знаменитий каліграф.
Коджиро Нанджо (яп. 南城 虎次郎) / ДжоСейю: Yasunori Matsumoto: Суперник Сакураяшикі, ще один із засновників «S» енергійний та пристрасний скейтер, із динамічним стилем їзди на скейті. В житті — власник та шеф-кухар італійського ресторану.
Айносуке Шиндо (яп. 神道 愛之介) / АдамСейю: Takehito Koyasu: Засновник «S» і легендарний скейтер. Його особистість залишається загадкою для скейтерів, але насправді під маскою ховається обличчя популярного молодого політика.
Тадаші Кікучі (яп. 菊池 忠) / СнейкСейю: Kensho Ono: Секретар Айносуке. Дуже відданий своєму хазяїну, саме він вчить Адама кататись на скейтборді.

### Манґа
Комедійний спін-офф манґи Sk8 Chill Out! почав виходити 11 січня 2021 року на вебсайті Young Ace Up видавництва Kadokawa Shoten.